# 실종자
실종자(失踪者)는 어디에 있는지 모르게 되어 버린 사람을 뜻한다. 실종자는 스스로의 의사에 관계없이 행방을 모르게 되어 버린 경우도 포함한다. 범죄와 사고에 휘말려 행방을 알 수 없는 상태도 실종자로 간주된다.

## 요건
- 부재자의 생사가 불분명할 것
- 실종기간이 경과하였을 것
- 이해관계인이나 검사의 청구가 있을 것
- 공시최고

## 판례
실종자를 당사자로 한 판결이 확정된 후에 실종선고가 확정되어 그 사망간주의 시점이 소제기 전으로 소급하는 경우라도 판결이 소급하여 무효로 되지는 않는다

## 유사 표현
- 행방불명자

## 같이 보기
- 실종선고
- 대한민국 민법 제27조